# Salomon Hirzel (Oberst)
Koordinaten: 47° 22′ 36″ N, 8° 31′ 47,4″ O; CH1903: 682408 / 247888

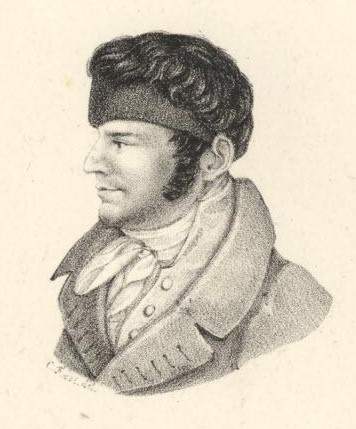
Salomon Hirzel

Salomon Hirzel (* 20. September 1790; † 20. April 1844) war ein eidgenössischer Oberst und Kommandant der Artillerie des Kantons Zürich und Zeughaus-Direktor in der Stadt Zürich. 1842 wurde er Vizepräsident des eidgenössischen Kriegsrates.

## Leben
Hirzel war der jüngste Sohn des Landschreibers von Kyburg. Nach dem frühen Tod des Vaters zog die Mutter mit ihren sechs Söhnen nach Zürich. Er beteiligte sich als Siebenjähriger an den von den 1798er Wirren inspirierten Kriegsspielen der Kinder, worauf ihn sein Vormund zur Bauernfamilie Jakob Bär, im «Haus zum Schloss» (heute Lanzenstrasse 10, Atelier von George Gessler), nach Ottenbach schickte.
Nach dem Tod seiner Mutter kam er zurück nach Zürich, wo er beim befreundeten Waisenhausverwalter Hans Jakob Hess («Waisenvater» von 1797 bis 1828) aufgenommen wurde, der sich auch seiner Brüder annahm. Mit 11 Jahren besuchte er den Elementarunterricht in der Bürgerschule, wo er sich hauptsächlich für die Mathematik, die militärisch-gymnastischen Übungen der Schuljugend und die Knabenschiessübungen interessierte.
Als 16-Jähriger trat er 1806 in das zweite Schweizer Regiment für das kaiserliche Frankreich ein. Er nahm mit dem Regiment im gleichen Jahr unter dem Soultschen Armeekorps am Spanienfeldzug teil. Bei dem verlustreichen Rückzug aus Portugal behielt er nur durch die Hilfe eines zürcherischen Offiziers das Leben. 1809 trat er als Leutnant einen längeren Heimaturlaub an, den er zur weiteren Ausbildung benutzte. 1812 nahm er als Oberleutnant der Artillerie während des Russlandfeldzugs an den Schlachten bei Polotzk teil. Beim verlustreichen Rückzug Napoleons wurde er der Nachhut zugeteilt und kam als einer von wenigen mit dem Leben davon.
Nach seinem Austritt aus dem französischen Dienste wurde der kriegserfahrene Offizier 1813 als Hauptmann in das zürcherische Artilleriekorps eingeteilt. Als eidgenössischer Stabshauptmann wurde er bei der Grenzbesetzung von 1815 eingesetzt.
Zusammen mit dem Genie-Oberinstruktor Guillaume Henri Dufour lehrte er von 1819 bis 1827 als Artillerie-Instruktor an der neueröffneten eidgenössischen Militärschule in Thun. Dort setzten sie sich für eine einheitlichere Bewaffnung und technische Verbesserungen sowie für eine bessere Schulung der eidgenössischen Truppen ein. 1827 wurde er zum Oberst befördert. Von 1836 bis 1837 war er Direktor der Militärschule Thun und 1831 Kommandant der Scharfschützenschule. 1830 bis 1840 amtete er als eidgenössischer Oberinspektor der Artillerie.
Vom Kanton Zürich wurde er 1832 zum Kommandanten des zürcherischen Artilleriekorps ernannt und trug ab 1826 als Direktor der Zeughäuser (Zeugherr) zur Modernisierung der Konstruktionswerkstätten und des Zeughausmaterials bei. Auf dem Kasernenareal der Stadt Zürich wurde ihm für seine Verdienste ein Denkmal gesetzt. 
1823 heiratete er die Tochter seines Pflegevaters Hess.
Dass er auch im Ausland bekannt war, zeigte der Aufruf in der deutschen Allgemeinen Zeitung, Beiträge für die biographische Arbeit einzureichen.